# Griești, Iași
Griești este un sat în comuna Țibănești din județul Iași, Moldova, România.